# HMCS Calgary (1941)
HMCS Calgary (K231) (с англ. — «Его Величества Канадский Корабль «Калгари»») — корвет типа «Флауэр», служивший в Королевском военно-морском флоте Канады в годы Второй мировой войны. Назван в честь города Калгари канадской провинции Альберта. Нёс службу в составе Западных местных конвойных сил и участвовал в операции «Нептун». В декабре 1944 года во время патрулирования в Ла-Манше потопил глубинными бомбами подводную лодку кригсмарине U-322.

## Проект «Флауэр»

### Общее описание
Корветы типа «Флауэр», состоявшие на вооружении Королевского ВМФ Канады во время Второй мировой войны (такие, как «Калгари»), отличались от более ранних и традиционных корветов с днищевыми колонками. Французы использовали наименование «корвет» для обозначения небольших боевых кораблей; некоторое время британский флот также использовал этот термин вплоть до 1877 года. В 1930-е годы в канун войны Уинстон Черчилль добился восстановления класса «корвет», предложив называть так маленькие корабли сопровождения, схожие с китобойными судами. Новому типу корветов было присвоено название «Флауэр»; корветам, как следовало из наименования этого типа, присваивали имена цветов.
Корветы, принятые на вооружение Королевским военно-морским флотом Канады, были названы преимущественно в честь канадских местечек, жители которых участвовали в строительстве кораблей. Эту идею отстаивал адмирал Перси Уокер Неллз. Компании, финансировавшие строительство, как правило, были связаны с местечками, в честь которых был назван каждый корвет. Корветы британского флота занимались сопровождением в открытом море, корветы канадского флота — береговой охраной (играя преимущественно вспомогательную роль) и разминированием. Позже канадские корветы были доработаны так, чтобы нести службу и в открытом море.

### Технические характеристики
Корветы типа «Флауэр» имели следующие главные размерения: длина — 62,5 м, ширина — 10 м, осадка — 3,5 м. Водоизмещение составляло 950 т. Основу энергетической установки составляла 4-тактная паровая машина тройного расширения и два котла мощностью 2750 л. с. (огнетрубные котлы Scotch у корветов программы 1939—1940 годов и водотрубные у корветов программы 1940—1941 годов). Тип «Флауэр» мог развивать скорость до 16 узлов, его автономность составляла 3500 морских миль при 12 узлах, а экипаж варьировался от 85 (программа 1939—1940 годов) до 95 человек (программа 1940—1941 годов).
Главным орудием корветов типа «Флауэр» было 102-мм морское орудие Mk IX. Зенитное вооружение состояло из спаренных 12,7-мм пулемётов Vickers и 7,7-мм пулемётов Lewis, позже заменённых на сдвоенные 20-мм пушки «Эрликон» и одиночные 40-мм орудия Mk VIII. В качестве противолодочного оружия использовались бомбосбрасыватели Mk II. Роль радиолокационного оборудования играли радары типа SW1C или 2C, которые по ходу войны были заменены на радары типа 271 для наземного и воздушного обнаружения, а также радары типа SW2C или 2CP для предупреждения о воздушной тревоге. В качестве сонаров использовались гидроакустические станции типа 123A, позже заменённые на типы 127 DV и 145.

## Строительство
Корвет «Калгари» был заказан 20 февраля 1941 года в рамках программы строительства корветов типа «Флауэр» на 1940 и 1941 годы. По сравнению с корветами прошлогодней постройки новые обладали рядом отличий. В частности, котлы располагались в отдельных помещениях из соображений безопасности. Был расширен бак, что позволило увеличить численность экипажа и расширить пространство для коек. Носовая часть была расширена для лучшего контроля при сильном волнении моря. Установлены два дополнительных морских бомбомёта на миделе корабля, загружен дополнительный запас глубинных бомб; установлены новые 20-мм зенитные орудия. Выросли водоизмещение, длина и осадка.
Корвет заложен 22 марта 1941 года компанией «Marine Industries Ltd.» в Сореле, Квебек. Спущен на воду 23 августа, принят в состав КВМС Канады 16 декабря того же года в Сореле. Дважды становился на большой ремонт: в декабре 1942 — марте 1943 годов после обнаружения ряда проблем (ремонт проходил в Кардиффе) и в январе—марте 1944 года (ремонт проходил в Ливерпуле, Новая Шотландия).

## Служба

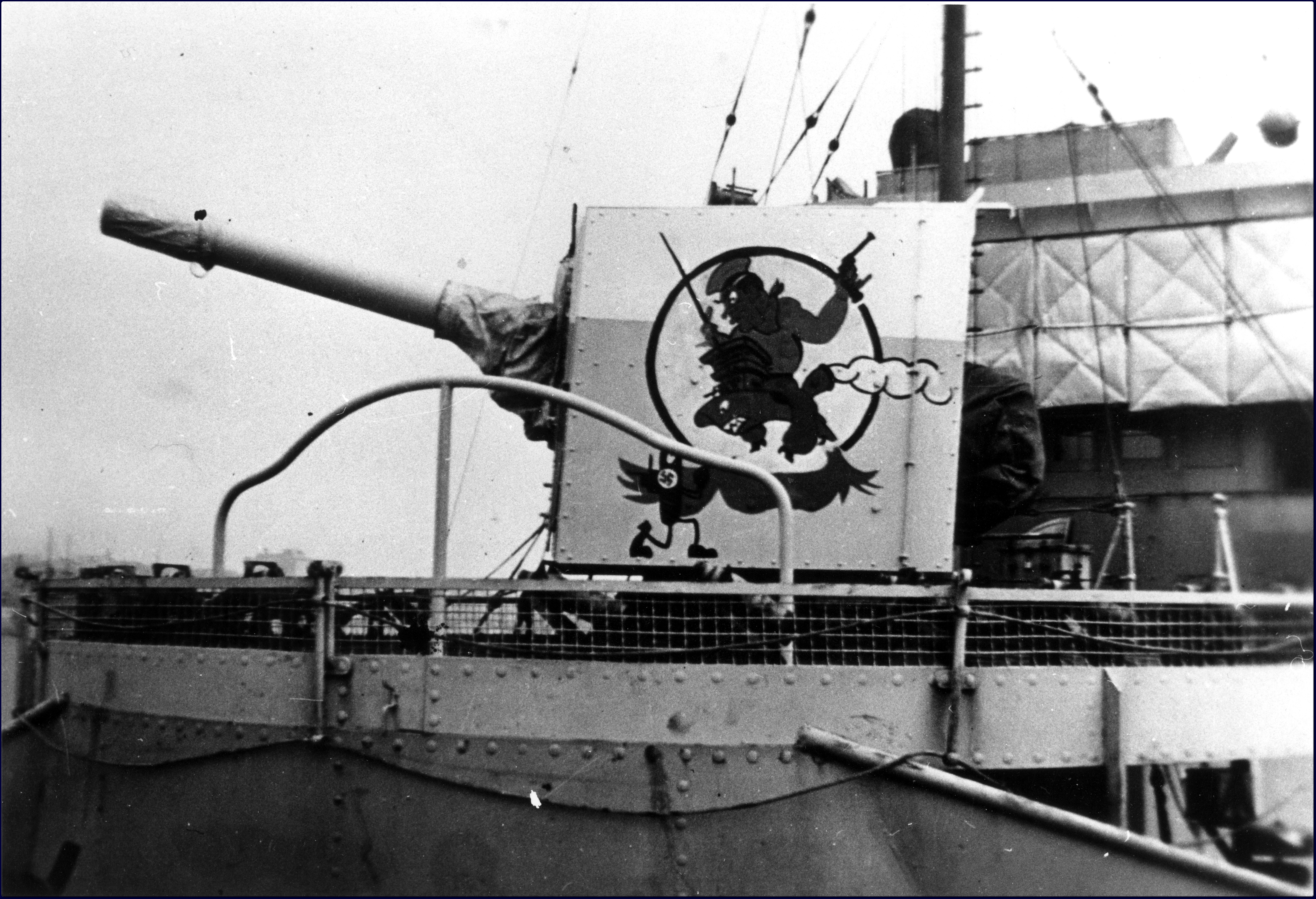
4-дюймовое орудие корвета «Калгари»

«Калгари» прибыл 28 декабря 1941 года в Галифакс и был включён в Западные местные конвойные силы (WLEF), в составе которых пребывал до ноября 1942 года. 30 июля 1942 года спас 71 человека с британского сухогруза «Пасифик Пайонир», торпедированного немецкой подлодкой U-132 к юго-западу от острова Сейбл. В ноябре 1942 года должен был участвовать в операции «Торч», но после прибытия в Великобританию в корабле обнаружили механические проблемы, что привело к его отправке на ремонт. Операцию «Калгари» пропустил и вернулся к своим обязанностям лишь в апреле 1943 года.
В апреле 1943 года «Калгари» вернулся в WLEF. В июне 1943 года переведён в 5-ю конвойную (вспомогательную) группу, подчинявшуюся командованию Западных подходов. 23 августа 1943 года получил приказ сопровождать 40-ю конвойную группу, которая вела охоту на подводные лодки у мыса Ортегаль. 14 бомбардировщиков Do-217 и 7 бомбардировщиков Ju-87 атаковали группу, используя новые управляемые авиабомбы Hs-293. Несколько моряков были убиты и ранены из экипажа шлюпа «Байдфорд», а «Калгари» остался неповреждённым. Через два дня 5-я группа получила помощь от 1-й вспомогательной группы, и корабли снова были атакованы немецкой авиацией — 18 бомбардировщиков Do-217 снова сбросили управляемые бомбы Hs-293. В ходе боя был повреждён эсминец «Атабаскан» и затоплен шлюп «Эгрет», но «Калгари» снова избежал попаданий и остался неповреждённым.
20 ноября 1943 года корвет «Калгари» при поддержке фрегата «Нин» и корвета «Сноуберри» глубинными бомбами потопил немецкую подводную лодку U-536 к северо-востоку от Азорских островов (43°50′ с. ш. 19°39′ з. д.). В декабре 1943 года он отправился в 6-ю вспомогательную группу, а в январе 1944 года ушёл на ремонт. В мае 1944 года он отправился в Великобританию и участвовал в операции «Нептун» — морской фазе операции «Оверлорд». В сентябре 1944 года переподчинён Норскому командованию до самого конца войны. 29 декабря 1944 года потопил глубинными бомбами субмарину U-322 в Ла-Манше к югу от города Веймут графства Дорсет (50°25′ с. ш. 02°26′ з. д.).
После завершения войны «Калгари» вернулся в Канаду, был списан 19 июня 1945 года в Сореле и 30 августа 1946 года продан. В 1951 году его разрезали на металл в Гамильтоне, Онтарио.

## Командиры
С момента принятия корвета «Калгари» в состав КВМФ Канады и до завершения боевых действий Второй мировой войны в Европе корветом командовали следующие офицеры:
| Воинское звание | Имя командира               | Оригинал имени                 | Начало службы    | Конец службы     |
| --------------- | --------------------------- | ------------------------------ | ---------------- | ---------------- |
| Лейтенант       | Джеральд Ланкастер          | Gerald Lancaster               | 15 ноября 1941   | 19 июня 1942     |
| Лейтенант       | Генри Нокс Хилл             | Henry Knox Hill                | 20 июня 1942     | 17 марта 1944    |
| Лейтенант       | Обри Элвин Рэндл Дайкс      | Aubrey Alvin Randle Dykes      | 18 марта 1944    | 15 сентября 1944 |
| Лейтенант       | Леонард Дуглас Марн Сондерс | Leonard Douglas Marne Saunders | 16 сентября 1944 | 25 мая 1945      |
| Лейтенант       | Джордж Маккрейни Орр        | George McCraney Orr            | 26 мая 1945      | 19 июня 1945     |

## Комментарии
1. ↑  По другим данным — 16 декабря 1941[13]
2. ↑  По другим данным — лейтенант-коммандер[13]